# Euphorbia paredonensis
Euphorbia paredonensis är en törelväxtart som först beskrevs av Charles Frederick Millspaugh, och fick sitt nu gällande namn av Robertus Cornelis Hilarius Maria Oudejans. Euphorbia paredonensis ingår i släktet törlar, och familjen törelväxter.
Artens utbredningsområde är Kuba. Inga underarter finns listade i Catalogue of Life.